# Frist Campus Center
Frist Campus Center je centrum společenského života na Princeton University. Je kombinací bývalých Palmerových fyzikálních laboratoří (Palmer Physics Lab) a moderní přístavby z roku 2001. Stavba byla dotována ze jmění rodiny Fristů.
Navržena byla firmou Venturi, Scott Brown & Associates, kterou vlastní uznávaný architekt a bývalý student Princeton University Robert Venturi. Budova se skládá z rozšíření v postmoderním stylu a existující Collegiate Gothic Palmer Hall.
Tato budova byla také použita pro exteriérní záběry fiktivní fakultní nemocnice Princeton-Plainsboro v televizním seriálu Dr. House.